# ゴーマニズム宣言SPECIAL ウクライナ戦争論
ゴーマニズム宣言SPECIAL ウクライナ戦争論（ゴーマニズムせんげんスペシャル ウクライナせんそうろん）は、小林よしのりによって著された書籍。

## 概要
2022年10月23日に第1巻、2023年3月12日に第2巻が扶桑社から出版。
2022年3月12日のブログで左翼や平和ボケを叩き潰すためにウクライナ戦争論を書くことにした。
ウクライナ戦争を他人事と思い、ロシアとウクライナはどっちもどっちと平気で言う日本人に覚悟を迫る。
国家とは何か、正義とは何かを日本に警告する。
力の支配が二度の世界大戦を引き起こし核の支配を残した。人類は力の支配に変わり法の支配を求めた。ロシアの蛮行がまかり通れば国際法は無力となり、中国は台湾に侵攻するとする。
ロシアの行っていることは人類に対する攻撃で、この戦争は人類対ロシアとする。
第2巻以降においては、安倍首相銃撃事件・統一協会問題・コロナ禍騒動とも絡めた考察がなされている。

## 書誌情報
- 小林よしのり『ゴーマニズム宣言SPECIAL ウクライナ戦争論』扶桑社、既刊2巻
  1. 2022年10月23日発売[6]、ISBN 978-4-594-09326-6
  2. 2023年3月12日発売[7]、ISBN 978-4-594-09415-7